# Хамптулипс (Вашингтон)
Хамптулипс (енгл. Humptulips) насељено је место без административног статуса у америчкој савезној држави Вашингтон.

## Демографија
По попису из 2010. године број становника је 255, што је 39 (18,1%) становника више него 2000. године.
| Група             | 2000.       | 2010.       |
| Белци             | 168 (77,8%) | 160 (62,7%) |
| Афроамериканци    | 0 (0,0%)    | 0 (0,0%)    |
| Азијати           | 2 (0,9%)    | 0 (0,0%)    |
| Хиспаноамериканци | 30 (13,9%)  | 84 (32,9%)  |
| Укупно            | 216         | 255         |